# Buick Super
Le modèle Buick Super est apparu en 1940 au catalogue du constructeur américain Buick.
Aussi appelé Buick "series 50" il a été produit jusqu'en 1958 avant d'être remplacé l'année suivante par le modèle Electra.

## Histoire
La Buick Super était une voiture de taille normale, produite par la division Buick de General Motors entre 1939 et 1958.